# Casa Taller de Luciano Kulczewski
La Casa Taller de Luciano Kulczewski es un inmueble ubicado en la calle Estados Unidos 201, en el barrio Lastarria del centro de la ciudad de Santiago, Chile. Fue construido por el arquitecto Luciano Kulczewski como residencia familiar y lugar de trabajo alrededor de 1924-1926. Está declarado como inmueble de conservación histórica por la Municipalidad de Santiago.

## Historia
A comienzos de los años 1920, al sector del barrio Lastarria, llegaron numerosos profesionales de clase media, que como el propio Luciano Kulczewski, compraron solares aún disponibles. El arquitecto compró un terreno de forma triangular de discretos 125 m² de superficie, y diseñó y construyó la casa que la destinó a su vivienda familiar y taller de trabajo alrededor de los años 1924-1926.
La residencia taller constaba de tres plantas y una terraza superior. La primera planta, que ocupaba la totalidad del terreno, estaba reservada para la oficina de trabajo, el área de servicio y el estacionamiento, cada una de las cuales contaba con su propio acceso y numeración independiente. En un vértice de la casa se encontraba una escalera que hacía de acceso a la vivienda familiar que ocupaba los pisos superiores. En la segunda planta había un salón principal, una sala de música, un baño, comedor y la cocina, que tenía conexión con el área de servicio inferior.
La tercera planta contenía la habitación principal con su baño, y dos habitaciones más con un baño compartido. Una escalera en un vértice llevaba la terraza superior con una habitación mirador, que ofrecía vistas hacia el parque Forestal, y los cerros San Cristóbal y Santa Lucía.